# Chacarron
Chacarron è un singolo di El Chombo ed Andy Val Gourmet del 2006. 

## Il singolo
Il brano è una cover di Chacarron Macarron, il brano che apre l'album di Yahari Las + Bailables de .... Yahari (1998), e si caratterizza per le liriche grottesche e i suoni gutturali dei due cantanti.

## Videoclip
Quello di Chacarron è un filmato a basso costo in cui si vedono El Chombo e Val Gourmet che ballano davanti a uno sfondo bianco e blu assieme a un gruppo di ragazze in minigonna.

## Accoglienza
Nonostante sia stata oggetto di molte parodie pubblicate su Internet, Chacarron raggiunse alti piazzamenti di classifica fra cui la posizione numero 20 della UK Singles Chart nel mese di dicembre del 2006, e il secondo piazzamento della Suomen virallinen lista finlandese.

## Tracce

### Singolo
1. Chacarron (Radio Edit) – 2:48
2. Chacarron (Chaca Delight Edit) – 2:37

### Maxi singolo (edizione britannica)
1. Chacarron (Radio Edit) – 2:48
2. Chacarron (Chaca Delight Edit) – 2:37
3. Chacarron (Extended) – 4:18
4. Chacarron (Dancin' DJs Remix) – 6:31
5. Chacarron (Karaoke Version) – 2:46

### Maxi singolo (edizione svedese)
1. Chacarron (Radio Edit) – 2:48
2. Chacarron (Chaca Delight Edit) – 2:37
3. Chacarron (Extended) – 4:18
4. Chacarron (Dancin' DJs Remix) – 6:31
5. Chacarron (Chaca Delight Remix) – 3:57
6. Chacarron (Karaoke Version) – 2:46